# 汉斯-于尔根·博伊姆勒
汉斯-于尔根·博伊姆勒（德語：Hans-Jürgen Bäumler，1942年1月28日—），德国男子花样滑冰运动员。他曾代表德国联队参加1960年和1964年冬季奥林匹克运动会花样滑冰比赛，获得二枚银牌。